# Білецька Марія Іларіонівна
Марі́я Іларіонівна Біле́цька, до шлюбу Білинська (8 квітня 1864, Тернопіль — 30 грудня 1937 Львів)  — українська педагогиня, феміністка та громадська діячка. Голова «Клубу русинок» і «Жіночої громади» у Львові.
Сестра Йосипа Білинського, була у шлюбі з Василем Білецьким.

## Життєпис

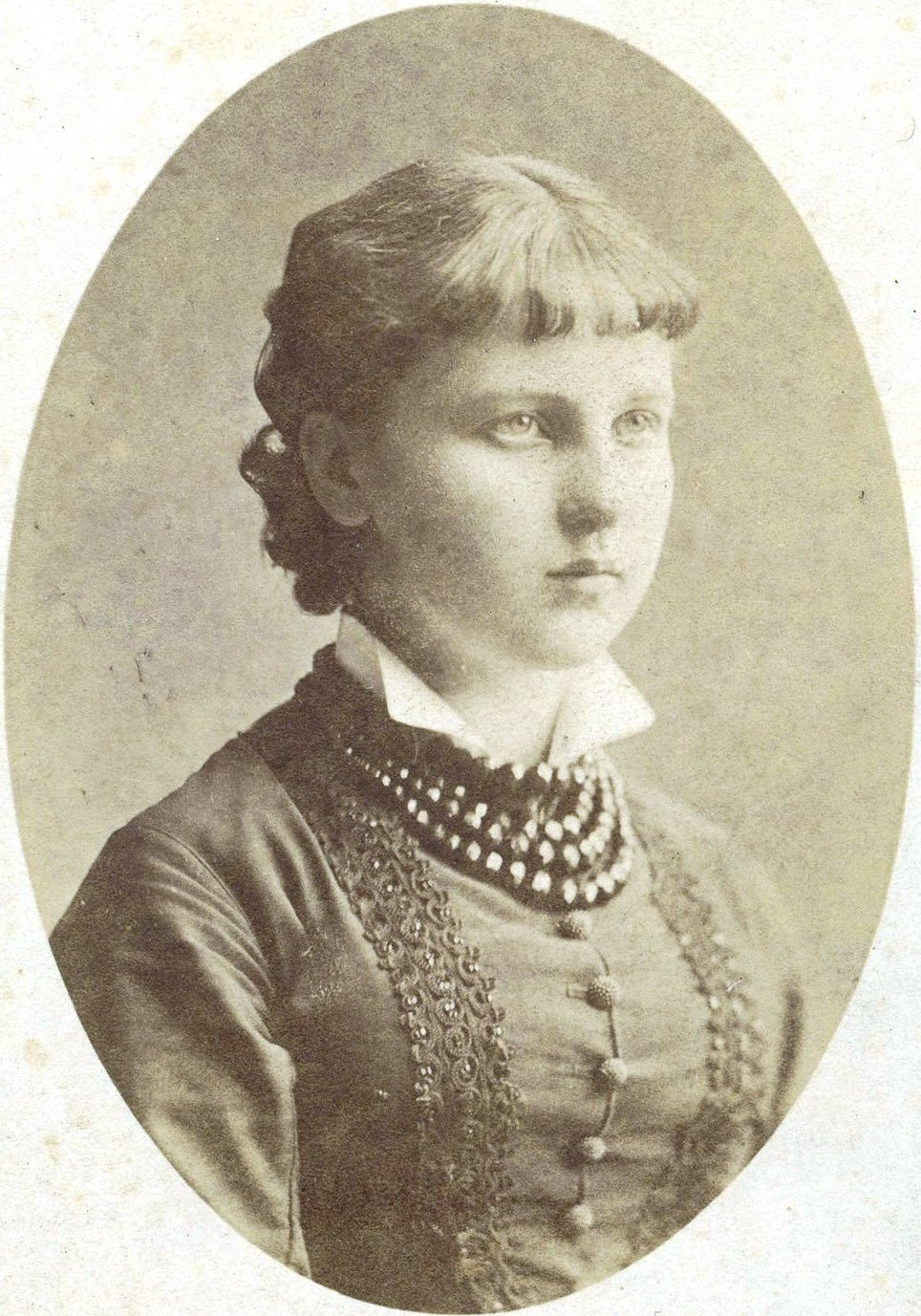
Марія Білецька

Одна з організаторів першої приватної української дівочої школи ім. Т. Шевченка у Львові (1898), викладачка української мови, згодом керівниця цієї школи (до 1908). Як педагогиня відзначалась високою майстерністю, гуманним ставленням до дітей.
Брала участь у жіночому русі в Галичині, організаторка і керівниця жіночої виробничо-виховної кооперативи жіночого виробничо-виховного об'єднання «Труд», яка давала дівчатам-українкам загальну освіту і ремісничу підготовку. Очолювала Інститут святої Ольги (1899—1922). 1910 разом з іншими представницями «Жіночої громади» обстоювала у Галицькому сеймі рівноправність жінок.
Під час Першої світової війни працювала в комітетах допомоги інвалідам і голодуючим. 1921—1922 — голова Союзу українок, 1925—1926 — голова Українського товариства опіки над інвалідами.
Входила до складу Народного Комітету, обраного Народним з'їздом УНТП 21 травня 1923 року.
Співпрацювала з Костянтиною Малицькою, втілювала ідеї Наталії Кобринської.

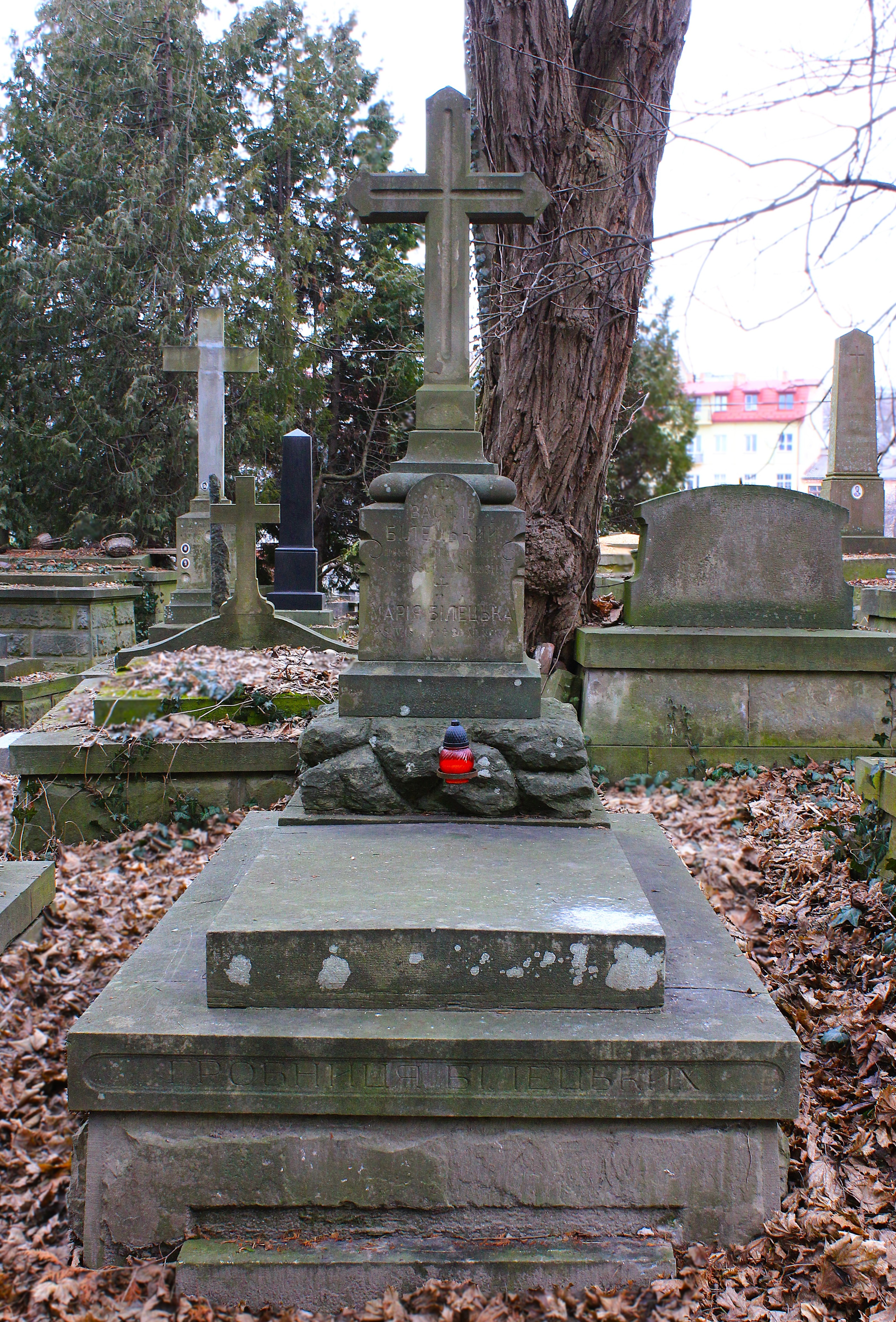
Гробниця Білецьких.

Померла у Львові, похована на 59 полі Личаківського цвинтаря.